# チャールズ・ムーア (建築家)
チャールズ・ウィラード・ムーア(Charles Willard Moore 1925年10月31日– 1993年12月16日）はアメリカの 建築家 、教育者、作家。アメリカ建築家協会 フェロー。AIAゴールドメダルを1991年に受賞。 
1947年、ミシガン大学卒業。1957年にプリンストン大学で修士号と博士号取得。そこではJean Labatut教授のもとで学ぶ。 ポストドクターのフェローとしてさらに1年間在籍し、デザインスタジオを開設していたフィラデルフィアの建築家であるルイス・カーンの教育助手を務めた。プリンストンでは同窓の学生ドンリン・リンドン 、ウィリアム・ターンブル、ジュニア 、リチャード・ピーターズ 、ヒュー・ハーディとの関係を発展させ、生涯の友人や共同研究者となった。プリンストン時代にムーアはカリフォルニアのペブルビーチに母親のための家を設計して建設し、夏の間は近隣のモントレーの建築家ウォレス・ホルムの下で働いていた。修士論文では、モントレーの歴史的なadobe住居を保存して街の構造に統合する方法を探るもので、博士論文「水と建築」は、場所の経験を形作る上での水の重要性についての研究であった。  学位論文はガストン・バシュラールの作品から引用する最初の建築学術研究であり、また建築現象学運動の初期の資料であることでも重要でもある。   何十年も経ってからこの論文は同タイトルで出版された本の基礎になった。 

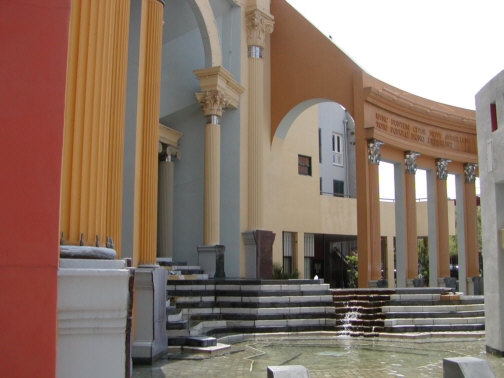
イタリア広場、ニューオーリンズ

## 作品

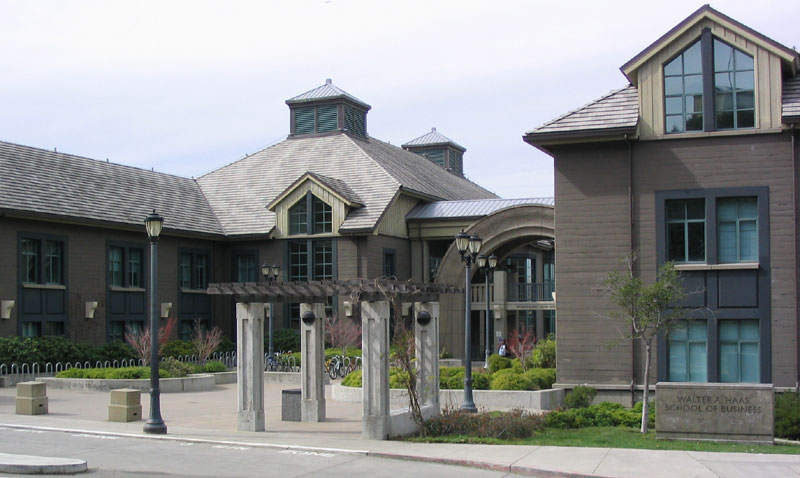
カリフォルニア大学バークレー校のHaas School of Business。 1995年にプロジェクトが完成する前にムーアは亡くなる

- Sea Ranch計画 （1963）カリフォルニア州ソノマ郡（ランドスケープアーキテクトローレンス・ハルプリンと共に）
- カリフォルニア大学サンタバーバラ校（1968）ウィリアム・ターンブルと
- カリフォルニア大学サンタクルーズ校 Kresge College （1971）
- Leland Burns House、パシフィックパリセーズ、（1973年）（居間にパイプオルガンがあることで有名なハウス）
- ルイジアナ州 ニューオーリンズ都市公共広場 、あふれんばかりのポストモダンの原型となったイタリア広場 （1978年）
- カリフォルニア大学アーバイン校での大学拡張
- カリフォルニア州ビバリーヒルズにあるビバリーヒルズ シビックセンター （1992）
- 日本神戸市 オーキッド　コート （1994）
- 台湾 国立東華大学 （1992）
- ゲッセマネ教会 ノースダコタ州ファーゴ 1992年
- カリフォルニア芸術センター、エスコン カリフォルニア州ディード （1993）
- カリフォルニア大学バークレー校 ハース・ビジネススクール （1995）
- ルーリータワー  ミシガン大学 （1995）
- フロリダ州セレブレーションのプレビューセンター（現在はバンクオブアメリカ支店）（1996）
- マサチューセッツ州 ウィリアムズタウンにあるウィリアムズ大学美術館
- ワシントン州立歴史博物館、ワシントン州タコマ、遺作